# Harm Schelhaas
Harm Schelhaas (Alteveer, 23 september 1897 – Alkmaar, 15 april 1975) was een Nederlands politicus van de ARP.
Hij werd geboren als zoon van Jan Schelhaas (1860-1922; landbouwer) en Trijntje van Dijk (1857-1939). Toen hij 14 jaar was, was hij al werkzaam bij de gemeente Hoogeveen waar zijn geboorteplaats toe behoort. Vanaf 1920 was hij daar commies-redacteur. Hij volgde in 1924 P. Keijzer op als gemeentesecretaris van Broek op Langendijk en in 1937 werd Schelhaas daar benoemd tot burgemeester. In 1941 was er een gemeentelijke herindeling waarbij Broek op Langendijk samenging met drie andere gemeenten tot de fusiegemeente Langedijk waarvan hij de burgemeester werd. Hij werd in 1943 ontslagen waarna hij werd opgevolgd door een NSB'er. Schelhaas kon na de bevrijding in 1945 terugkeren in zijn oude functie. Hij ging in 1962 met pensioen en overleed in 1975 op 77-jarige leeftijd.